# Доња Река (округ у Гамбији)
Доња Река (енгл. Lower River) је један од шест округа у Гамбији. Административни центар Доње Реке је Манза Конко.

## Области
Доња Река је подељена на 6 области:
- Средња Џара
- Источна Џара
- Западна Џара
- Средњи Кијанг
- Источни Кијанг
- Западни Кијанг

## Становништво
| Година | Бр. становника |
| 1963.  | 34.227         |
| 1973.  | 42.447         |
| 1983.  | 55.263         |
| 1993.  | 65.146         |
| 2003.  | 72.546         |
| 2005.  | 73.474         |
| 2006.  | 73.890         |
| 2007.  | 74.280         |
| 2008.  | 74.580         |